# Skelton Glacier
Skelton Glacier – lodowiec w Górach Transantarktycznych na Ziemi Wiktorii w Antarktydzie Wschodniej.
Lodowiec spływa z Płaskowyżu Polarnego do Skelton Inlet na Lodowcu Szelfowym Rossa .
Jego nazwa pochodzi od nazwy Skelton Inlet , która upamiętnia Reginalda Skeltona (1872–1956), głównego inżyniera Brytyjskiej Narodowej Ekspedycji Antarktycznej w latach 1901–1904 . 
W 1957 roku nowozelandzka ekipa Ekspedycji Transantarktycznej z lat 1956–1958 pokonała Skelton Glacier w drodze na Płaskowyż Polarny .